# Cycloneritimorpha
De Cycloneritimorpha is een clade binnen de Gastropoda (Slakken).

## Taxonomie
De clade kent de volgende indeling in superfamilies:
- Helicinoidea Férussac, 1822
- Hydrocenoidea Troschel, 1857
- † Naticopsoidea Waagen, 1880
- Neritoidea Rafinesque, 1815
- Neritopsoidea Gray, 1847
- † Symmetrocapuloidea Wenz, 1938